# Liste der Museen in Ungarn
Dies ist eine Liste der Museen in Ungarn, darunter 662 staatliche Museen.

## Museen in Budapest
Für das Jahr 2009 waren in der ungarischen Hauptstadt Budapest insgesamt 77 Museen registriert.

## Museen außerhalb Budapests
Diese Liste sortiert ungarische Museen nach den sieben Regionen und den 19 Komitaten Ungarns. die Komitatsmuseen (Megyei Múzeumi) sind Regionalmuseen der 19 Komitate.

### Mittelungarn

#### Pest

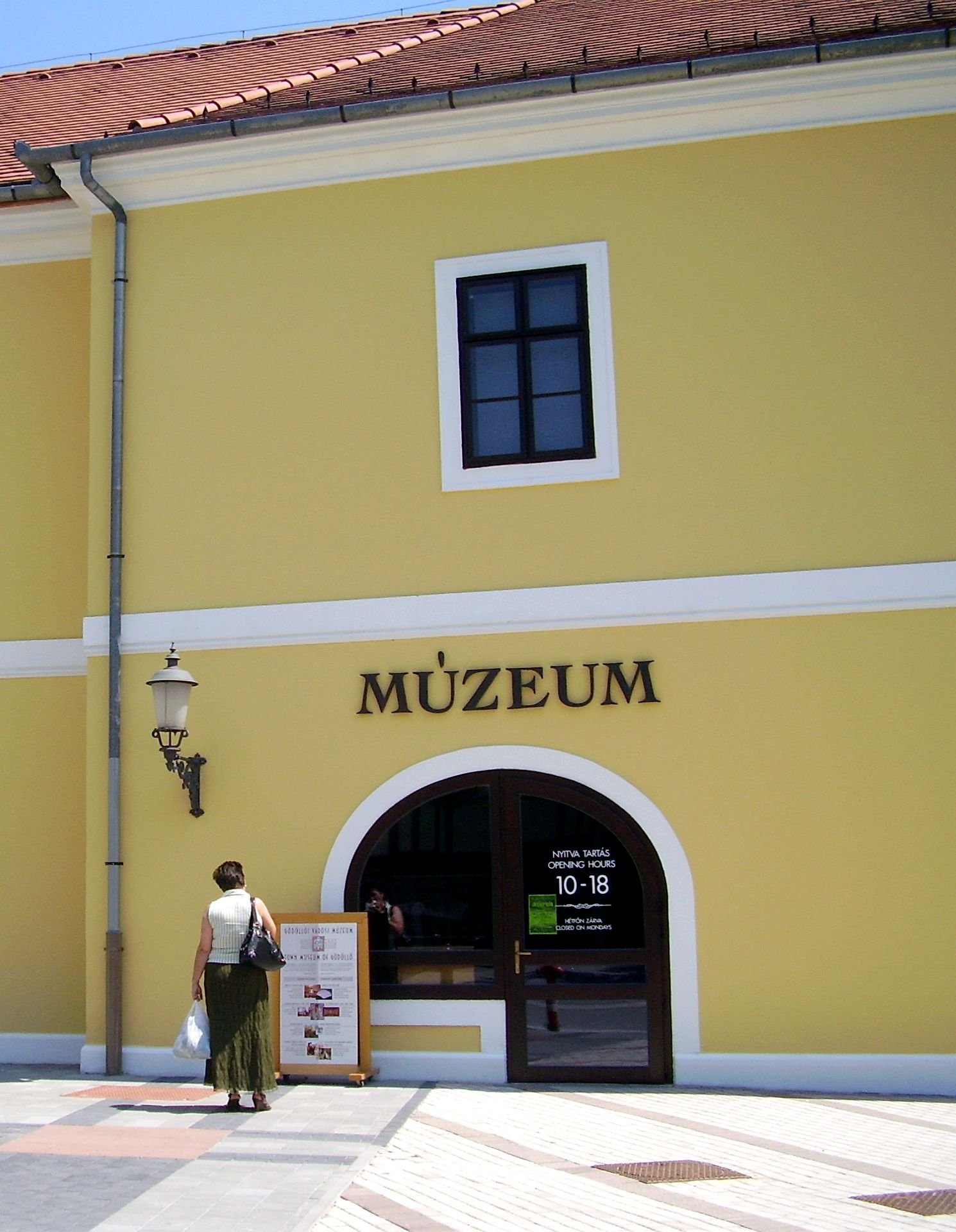
Stadtmuseum Gödöllő in einem ehemaligen Rasthaus des Grafen Antal Grassalkovich I.

Die staatliche Direktion der Museen des Komitats Pest ist Träger von 21 Komitatsmuseen. Komitatssitz ist Budapest.
| - Abony, Lajos Abonyi-Dorfmuseum (Falumúzeum) - Albertirsa, Dorfmuseum (Falumúzeum) - Aszód, Sándor-Petőfi-Museum* - Budakeszi, Mária Mezei-Museum - Cegléd, Kossuth-Museum* - Cegléd, Trommelmuseum - Ceglédbercel, Dorfmuseum (Falumúzeum) - Diósd, Radio- und Fernsehmuseum - Diósd, Dorfmuseum (Falumúzeum) - Dunavarsány, Dorfmuseum (Falumúzeum) - Érd, Dorfmuseum (Falumúzeum) - Érd, Ungarisches Geographisches Museum (Földrajzi Múzeum) - Gödöllő, Schlossmuseum - Gödöllő, Stadtmuseum (Városi Múzeum) - Gödöllő, Agrartechnisches Museum der Szent-István-Universität - Gödöllő, Zoltán-Ambrus-Gedenkmuseum (Emlékmúzeum) - Iklad, Dorfmuseum (Falumúzeum) - Isaszeg, Dorfmuseum (Falumúzeum) - Kismaros, Dorfmuseum (Falumúzeum) - Kóka, Dorfmuseum (Falumúzeum) - Leányfalu, Heimatmuseum (Helytörténeti Múzeum) - Nagykőrös, János-Arany-Museum* | - Nagykőrös, Schulmuseum des Komitats Pest - Nagytarcsa, Dorfmuseum (Falumúzeum) - Nyársapát, Dorfmuseum (Falumúzeum) - Örkény, Dorfmuseum (Falumúzeum) - Páty, Oldtimer- und Motorrad-Museum - Penc, Cserhát-Landschaftsmuseum - Péteri, Dorfmuseum (Falumúzeum) - Ráckeve, Árpád-Museum* - Sóskút, Dorfmuseum (Falumúzeum) - Sülysáp, Dorfmuseum (Falumúzeum) - Százhalombatta, Matrica-Museum - Szentendre, Károly-Ferenczy-Museum* - Szentendre, Imre Ámos u. Margit-Anna-Museum* - Szentendre, Jenő-Barcsay-Museum* - Szentendre, Béla-Czóbel-Museum* - Szentendre, Jenő-Kerényi-Gedenkmuseum* (Emlékmúzeum) - Szentendre, János-Kmetty-Museum* - Szentendre, Margit-Kovács-Museum* - Szentendre, Puppenmuseum* im Haus der Volkskünste - Szentendre, Städtische Galerie - Szentendre, Nationales Weinmuseum - Szentendre, Caprice-Diamantmuseum | - Szentendre, Römisches Lapidarium* (Castrum) - Szentendre, Skanzen* – Freilichtmuseum für Völkerkunde - Szentendre, Szabó-Marzipanmuseum - Szentendre, Lajos-Vajda-Gedenkmuseum* (Emlékmúzeum) - Szob, Börzsöny-Museum* - Tápiógyörgye, Dorfmuseum (Falumúzeum) - Tápiószele, Blaskovich-Museum* - Törökbálint, Dorfmuseum (Falumúzeum) - Tura, Dorfmuseum (Falumúzeum) - Újhartyán, Dorfmuseum (Falumúzeum) - Vác, Ignác-Tragor-Museum* - Vác, Dom-Schatzkammer und Kirchliche Sammlung* - Vác, Griechisch-orthodoxe Kirchensammlung* - Vác, Memento Mori* - Vácrátót, Dorfmuseum (Falumúzeum) - Verőce, Géza-Gorka-Gedenkmuseum (Emlékmúzeum) - Verseg, Dorfmuseum (Falumúzeum) - Visegrád, MNM König Matthias-Museum - Visegrád, Salomon-Turmmuseum (Zweigstelle des König Matthias-Museum) - Zebegény, Historisches Schifffahrtsmuseum - Zebegény, István-Szőnyi-Gedenkmuseum (Emlékmúzeum) - Zsámbék, Lampenmuseum - Zsámbok, Dorfmuseum (Falumúzeum) |

* Komitatsmuseum

### Mitteltransdanubien

#### Fejér
Die staatliche Direktion der Museen des Komitats Fejér ist Träger von 10 Komitatsmuseen. Komitatssitz ist die Stadt Székesfehérvár (Stuhlweißenburg).
| - Agárd, Géza-Gárdonyi-Gedenkmuseum (Emlékmúzeum) - Csákvár, Vértes-Museum - Dunaújváros, Institut für Zeitgenössische Kunst - Dunaújváros, Intercisa-Museum* - Ercsi, József-Eötvös-Gedenkmuseum (Emlékmúzeum) - Kápolnásnyék, Mihály-Vörösmarty-Gedenkmuseum* - Martonvásár, Kindergarten-Museum - Mór, Schlossmuseum Lamberg | - Pákozd, Gedenkmuseum* (Emlékmúzeum) - Pázmánd, Heimatmuseum (Helytörténeti Múzeum) - Pusztavám, Deutsche Nationale-Ethnographische Ausstellung - Sáregres, Fischerei-Museum - Székesfehérvár, Szent-István-Király-Museum* - Székesfehérvár, Stadtmuseum (Városi Múzeum) - Székesfehérvár, Freilichtmuseum* - Székesfehérvár, Erzsébet-Schaár-Sammlung* | - Székesfehérvár, István-Csók-Gedenkmuseum* (Emlékmúzeum) - Székesfehérvár, Apothekenmuseum* (Patikamúzeum) - Székesfehérvár, Schlossmuseum Bory - Székesfehérvár, Ungarisches Museum der Aluminiumindustrie - Székesfehérvár, Städtische Galerie - Székesfehérvár, Spielmuseum - Tác, Archäologischer Park* |

* Komitatsmuseum

#### Komárom-Esztergom
Die staatliche Direktion der Museen des Komitats Komárom-Esztergom ist Träger von 4 Komitatsmuseen. Komitatssitz ist Tatabánya.
| - Bábolna, Pferdemuseum Bábolna - Dunaalmás, Csokonai Lilla-Museum - Esztergom, Donau-Museum - Esztergom, Christliches Museum - Esztergom, MNM Burgmuseum - Esztergom, Balassa Bálint Museum - Kisbér, Freilichtmuseum - Kocs, Kutschenmuseum | - Komárom, Festungsmuseum im Fort Sandberg - Komárom, György-Klapka-Museum - Komárom, Römisches Lapidarium im Fort Igmándi - Komárom, Brot-Museum - Komárom, Maritimes Museum - Oroszlány, Bergbaumuseum - Oroszlány, Slowakisches Heimatmuseum - Tardos, Lajos Fekete-Museum | - Tata, Kuny Domokos Megyei Múzeum (=Burgmuseum)* - Tata, Ungarndeutsches Landesmuseum* - Tata, Griechisch-Römische Abgusssammlung* - Tata, Geologisches Freilichtmuseum der Universität Budapest - Tatabánya, Tatabánya-Museum - Tatabánya, Fahrzeugmuseum |

* Komitatsmuseum

#### Veszprém
Die staatliche Direktion der Museen des Komitats Veszprém ist Träger von 10 Komitatsmuseen. Komitatssitz ist Veszprém.
| - Ajka, Stadtmuseum (Városi Múzeum) - Ajka, Kristallmuseum - Badacsony, József-Egry-Gedenkmuseum* (Emlékmúzeum) - Badacsonytomaj, Róza Szegedy Literarisches Gedenkmuseum* - Balatonalmádi, Wasser-Museum - Balatonederics, Afrika-Museum - Balatonfüred, Stadtmuseum (Városi Múzeum) - Balatonfüred, Jókai-Mór-Gedenkmuseum* (Emlékmúzeum) - Balatonkenese, Heimatmuseum (Helytörténeti Múzeum) - Csót, Historisches Museum - Herend, Porzellanmanufaktur - Kapolcs, Schmiedemuseum - Kislőd, Mihály-Rőthy-Museum - Kővágóörs, Endre-Bajcsy-Zsilinszky-Gedenkmuseum - Kővágóörs, Dorfmuseum (Falumúzeum) | - Litér, Freilichtmuseum - Magyarpolány, Heimatmuseum (Helytörténeti Múzeum) - Nagyesztergár, Dorfmuseum (Falumúzeum) - Nagyvázsony, Freilichtmuseum für Völkerkunde* - Nagyvázsony, Burgmuseum - Nagyvázsony, Postmuseum - Nagyvázsony, Schmiedemuseum - Nemesvámos, Römische Villa* - Pápa, Schloss- und Heimatmuseum Esterházy* - Pápa, Apothekenmuseum (Patikamúzeum) - Pápa, Blaudruck-Museum - Pápa, Kirchliche Sammlung der Theologischen Akademie - Sáska, Heimatmuseum (Helytörténeti Múzeum) - Sümeg, Burgmuseum | - Tapolca, Stadtmuseum (Városi Múzeum) - Tihany, Freilichtmuseum für Völkerkunde* - Tihany, Puppenmuseum - Úrkút, Dorfmuseum (Falumúzeum) - Várpalota, Ungarisches Chemiemuseum - Várpalota, Trianon-Museum - Veszprém, Laczkó Dezső-Komitatsmuseum* - Veszprém, Haus Bakony* - Veszprém, Dezső-Laczkó-Museum* - Veszprém, Haus der Künste - Veszprém, Museum der Ungarischen Bauindustrie - Zirc, Antal-Reguly-Museum - Zirc, Naturwissenschaftliches Museum des Bakony - Zirc, Agrartechnische Sammlung der Technischen Hochschule |

* Komitatsmuseum

### Westtransdanubien

#### Győr-Moson-Sopron

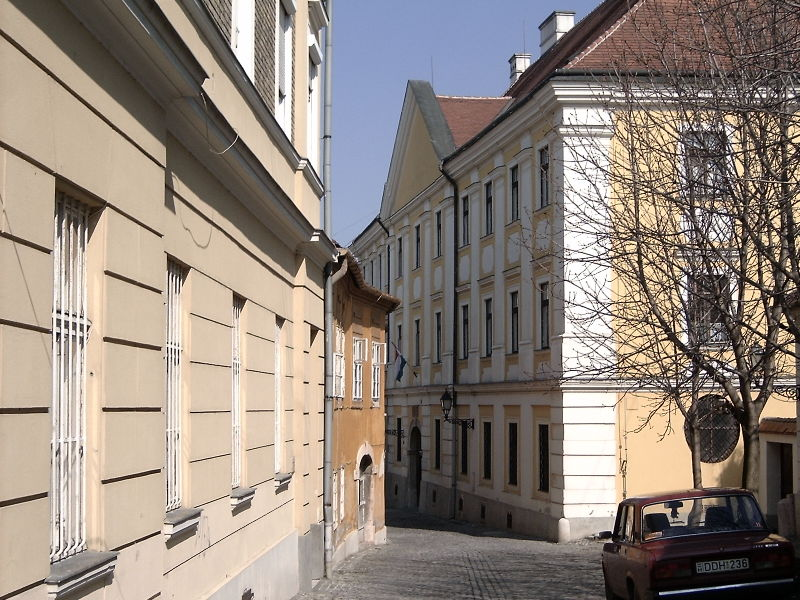
Schatzkammer der Diözese Győr

Die staatliche Direktion der Museen des Komitats Győr-Moson-Sopron ist Träger von 7 Komitatsmuseen. Komitatssitz ist die Stadt Győr.
| - Ágfalva, Heimatmuseum (Helytörténeti Múzeum) - Csorna, Csorna-Museum* - Enese, Puppenmuseum - Fertőd, Schlossmuseum Esterházy - Fertőhomok, Heimatmuseum (Helytörténeti Múzeum) - Fertőrákos, Heimatmuseum (Helytörténeti Múzeum) - Fertőrákos, Kalcit Kristal-Museum - Fertőrákos, Mithras-Heiligtum - Fertőszéplak, Dorfmuseum (Falumúzeum) - Fertőszéplak, Eisenbahnlaternen-Museum - Gyarmat, Heimatmuseum (Helytörténeti Múzeum) - Győr, Stadtmuseum (Városi Múzeum) - Győr, Städtisches Kunstmuseum | - Győr, János-Xántus-Museum* - Győr, Miklós-Borsos-Sammlung - Győr, Péter-Váczy-Sammlung - Győr, Imre-Patkó-Sammlung - Győr, Apothekenmuseum (Patikamúzeum) - Győr, Schatzkammer und Lapidarium der Diözese Győr - Kajárpéc, Lokalhistorische Sammlung - Kapuvár, Rábaközi-Museum* - Kapuvár-Öntésmajor, Hanság Élővilága Kiállítás - Kópháza, Kroatisches Heimatmuseum - Nagycenk, Schloss Széchenyi - Mosonmagyaróvár, Hanság-Museum - Mosonmagyaróvár, Feuerwehrmuseum | - Nagycenk, Feuerwehrmuseum - Nagycenk, István-Széchenyi-Gedenkmuseum* (Emlékmúzeum) - Nagycenk, Széchenyi-Mausoleum - Sopron, Sopron-Museum* - Sopron, Apothekenmuseum (Patikamúzeum) - Sopron, Bäckereimuseum - Sopron, Zentrales Bergbaumuseum - Sopron, Forstwirt. Sammlung der Westungarischen Universität - Sopron, Evangelische Kirchensammlung - Sopron, József Soproni Horváth-Sammlung - Sopron, Römisch-Archäologische Sammlung - Újkér, Heimatmuseum |

* Komitatsmuseum

#### Vas
Die staatliche Direktion der Museen des Komitats Vas ist Träger von 10 Komitatsmuseen. Komitatssitz ist die Stadt Szombathely.
| - Celldömölk, Ságberg-Museum - Csempeszkopács, Heimatmuseum (Helytörténeti Múzeum) - Csepreg, Stadtmuseum (Városi Múzeum) - Csönge, Sándor-Weöres-Gedenkmuseum (Emlékmúzeum) - Egyházashetye, Dániel-Berzsenyi-Museum - Felsőcsatár, Eiserner-Vorhang-Museum - Hegyfalu, Postkartenmuseum (Képeslap Múzeum) | - Körmend, Dr. László-Batthyány-Strattmann-Museum* - Kőszeg, Stadtmuseum* (Városi Múzeum) - Kőszeg, Apothekenmuseum* (Patikamúzeum) - Nagygeresd, Dorfmuseum (Falumúzeum) - Sárvár, Ferenc Nádasdy-Museum* - Szentgotthárd, Ágoston-Pável-Museum* - Szombathely, Savaria-Museum* | - Szombathely, Iseum Savariense - Szombathely, Paulovics István Járdányi-Ruinengarten* - Szombathely, Szombathelyi Képtár - Szombathely, Smidt-Museum* - Szombathely, Freilichtmuseum des Komitats Vas* - Vasasszonyfa, Awaren-Museum - Velem, Wassermühlenmuseum |

* Komitatsmuseum

#### Zala
Die staatliche Direktion der Museen des Komitats Zala ist Träger von 3 Komitatsmuseen. Komitatssitz ist die Stadt Zalaegerszeg.
| - Keszthely, Balaton-Museum* - Keszthely, Puppenmuseum - Nagykanizsa, György-Thúry-Museum* - Nagykanizsa, Ungarisches Plakatmuseum | - Szécsisziget, Wassermühlmuseum - Szentgyörgyvölgy, Imre Gózon-Museum - Zalaegerszeg, Göcsej-Dorfmuseum - Zalaegerszeg, Göcsej-Museum* | - Zalaegerszeg, Freilichtmuseum - Zalaegerszeg, György-Thúry-Museum - Zalaegerszeg, Museum für Ungarische Ölindustrie |

* Komitatsmuseum

### Südtransdanubien

#### Baranya
Die staatliche Direktion der Museen des Komitats Baranya ist Träger von 6 Komitatsmuseen. Komitatssitz ist die Stadt Pécs (Fünfkirchen).
| - Bakóca, Géza-Sáfrány-Töpfermuseum - Bóly, Ortsgeschichtliches Museum - Bóly, Agrarhistorisches Museum - Dunaszekcső, Dorfmuseum (Falumúzeum) - Himesháza, Heimatmuseum (Helytörténeti Múzeum) - Hosszúhetény, Dorfmuseum (Falumúzeum) - Kásád, Heimatmuseum (Helytörténeti Múzeum) - Kémes, Puppenmuseum - Kölked, Weißstorch-Museum - Kővágószőlős, Bergbaumuseum - Majs, Deutsches Heimathaus der Oberländer - Máriakéménd, Dorfmuseum (Falumúzeum) - Mohács, Dorottya-Kanizsai-Museum* - Nagypall, Dorfmuseum (Falumúzeum) - Nagytótfalu, Schulmuseum | - Orfű, Heimatmuseum (Helytörténeti Múzeum) - Orfű, Mühlenmuseum - Pécs, Stadtgeschichtliches Museum* - Pécs, Moderne ungarische Galerie* - Pécs, Naturwissenschaftliches Museum* - Pécs, Ethnographisches Museum* - Pécs, Archäologisches Museum* - Pécs, Vasarely-Museum - Pécs, Csontváry-Museum - Pécs, Martyn-Ferenc-Museum - Pécs, Endre-Nemes-Museum - Pécs, Amerigo-Tot-Museum - Pécs, Janus-Pannonius-Museum - Pécs, Zsolnay-Museum - Pécs, Medizinhistorisches Museum der Universität Pécs | - Pécs, Dommuseum und Lapidarium - Pécs, Mecseker Bergbaumuseum - Pécsvárad, Burgmuseum - Pécsvárad, Géza-Samu-Museum - Siklós, Burgmuseum - Somberek, Heimatmuseum (Helytörténeti Múzeum) - Szászvár, Bergbaumuseum - Szederkény, Dorfmuseum (Falumúzeum) - Vajszló, János-Kodolányi-Gedenkmuseum (Emlékmúzeum) - Villány, Ortgeschichtliches Museum - Villány, Weinmuseum - Zengővárkony, Dorfmuseum (Falumúzeum) - Zengővárkony, Eiermuseum (Tojás Múzeum) - Zengővárkony, Strohmuseum - Zengővárkony, Weinmuseum |

* Komitatsmuseum

#### Somogy

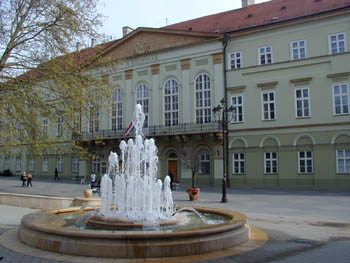
Rippl-Rónai Museum Kaposvár

Die staatliche Direktion der Museen des Komitats Somogy ist Träger von vier Komitatsmuseen. Komitatssitz ist die Stadt Kaposvár.
| - Balatonboglár, Fischl-Haus - Balatonlelle, Kapoli-Museum und Galerie - Balatonszemes, Postmuseum* - Balatonszemes, Zoltán-Latinovits-Gedenkmuseum - Barcs, Dráva-Museum - Bárdudvarnok, Gosztonyi-Villa - Buzsák, Dorfmuseum - Csurgó, Stadtmuseum (Városi Múzeum) - Fonyód, Stadtmuseum (Városi Múzeum) - Gölle, István-Fekete-Gedenkmuseum (Emlékmúzeum) - Kaposvár, József-Rippl-Rónai-Museum* | - Kaposvár, József Rippl-Rónai-Gedenkmuseum* (Emlékmúzeum) - Kaposvár, János-Vaszary-Museum - Kaposvár, Sportmuseum - Kaposvár, Mineraliensammlung* - Karád, Dorfmuseum (Falumúzeum) - Marcali, József-Lengyel-Heimatmuseum - Nagybajom, István-Sárközy-Museum - Nagyatád, Stadtmuseum (Városi Múzeum) - Nikla, Dániel-Berzsenyi-Gedenkmuseum (Emlékmúzeum) - Siófok, Mineralienmuseum - Siófok, Eiermuseum (Tojás Múzeum) | - Siófok, Imre-Kálmán-Museum - Somogyfajsz, Gießereimuseum - Somogytúr, Lajos-Kunffy-Gedenkmuseum (Emlékmúzeum) - Szántódpuszta, Heidemuseum - Szenna, Freilichtmuseum für Völkerkunde - Újvárfalva, Gáspár-Noszlopy-Gedenkmuseum (Emlékmúzeum) - Várda, Endre-Szász-Museum - Vörs, Feuerwehrmuseum - Zala, Mihály-Zichy-Gedenkmuseum (Emlékmúzeum) - Zamárdi, Dorfmuseum (Falumúzeum) |

* Komitatsmuseum

#### Tolna

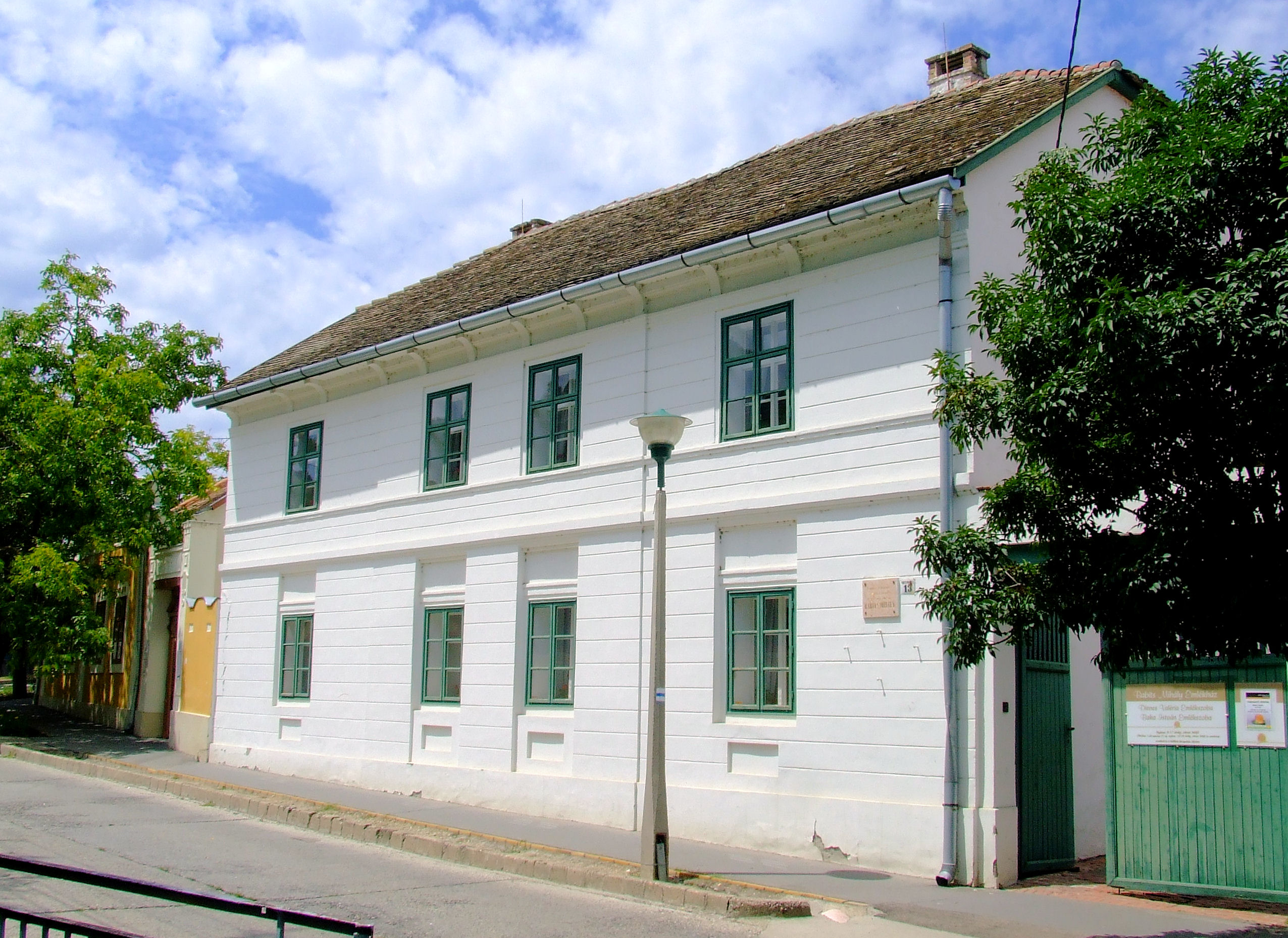
Mihály-Babits-Gedenkhaus, Szekszárd

Die staatliche Direktion der Museen des Komitats Tolna ist Träger von 5 Komitatsmuseen. Komitatssitz ist die Stadt Szekszárd.
| - Báta, János-Czencz-Gedenkmuseum (Emlékmúzeum) - Báta, Fischermuseum - Báta, Heimatmuseum (Helytörténeti Múzeum) - Bátaszék, Heimatmuseum (Helytörténeti Múzeum) - Bonyhád, Feuerwehrmuseum - Bonyhád, Museum des Völgység - Decs, Heimatmuseum - Decs, Puppenmuseum - Dombóvár, Heimatmuseum (Helytörténeti Múzeum) - Dombóvár, István-Fekete-Museum | - Dunaföldvár, Burgmuseum - Gyönk, Deutsches Heimatmuseum - Györköny, Dorfmuseum (Falumúzeum) - Györköny, Kellermuseum - Mórágy, Ortsgeschichtliches Museum - Nagydorog, Heimatmuseum (Helytörténeti Múzeum) - Nagydorog, Hut-Museum - Nagymányok, Heimatmuseum (Helytörténeti Múzeum) - Őcsény, Heimatmuseum (Helytörténeti Múzeum) - Ozora, Schlossmuseum | - Paks, Stadtmuseum (Városi Múzeum) - Simontornya, Burgmuseum* - Sióagárd, Stickereimuseum - Sióagárd, Heimatmuseum (Helytörténeti Múzeum) - Szekszárd, Mór-Wosinsky-Komitatsmuseum* - Szekszárd, Mihály-Babits-Gedenkmuseum* (Emlékmúzeum) - Szekszárd, Miklós-Mészöly-Museum* - Szekszárd, Militärmuseum - Szekszárd, Weinmuseum |

* Komitatsmuseum

### Nordungarn

#### Borsod-Abaúj-Zemplén
Die staatliche Direktion der Museen des Komitats Borsod-Abaúj-Zemplén ist Träger von 12 Komitatsmuseen. Komitatssitz ist die Stadt Miskolc.
| - Alacska, Heimatmuseum (Helytörténeti Múzeum) - Bánhorváti, Dorfmuseum (Falumúzeum) - Bodrogkeresztúr, Ungarisches Motorradmuseum - Bodrogkisfalud, Heimatmuseum (Helytörténeti Múzeum) - Bogács, Schmetterlingemuseum (Lepkemúzeum) - Boldogkőváralja, Heimatmuseum (Helytörténeti Múzeum) - Bükkzsérc, Pelyhe Keller-Museum - Bükkzsérc, Heimatmuseum (Helytörténeti Múzeum) - Bükkszentkereszt, Heimatmuseum (Helytörténeti Múzeum) - Cigánd, Dorfmuseum (Falumúzeum) - Cserépfalu, Subaloch-Museum - Edelény, Heimatmuseum (Helytörténeti Múzeum) - Emőd, Heimatmuseum (Helytörténeti Múzeum) - Forró, Abaúj-Museum - Golop, Ungarisches Wappen-Museum - Gönc, Gáspár-Károlyi-Museum - Hangács, SRK György Szathmáry Király-Museum - Hollóháza, Porzellanmuseum - Jósvafő, Heimatmuseum (Helytörténeti Múzeum) | - Karcsa, Dorfmuseum (Falumúzeum) - Kazincbarcika, Städtische Galerie - Kesznyéten, Heimatmuseum (Helytörténeti Múzeum) - Kupa, Landwirtschafts- und Heimatmuseum - Legyesbénye, Heimatmuseum (Helytörténeti Múzeum) - Lillafüred, Ottó-Herman-Gedenkmuseum* - Mezőkövesd, Matyó-Museum - Mezőkövesd, Landmaschinenmuseum - Miskolc, Ottó Herman-Museum* - Miskolc, Städtische Galerie - Miskolc, Bergbaumuseum - Miskolc, Museum für Theatergeschichte und Schauspiel - Miskolc, Ungarisches Orthodoxes Museum - Miskolc, Sammlungen der Universität Miskolc - Miskolc, Museum der Metallurgie - Miskolc, Postmuseum - Miskolc, Burgmuseum Diósgyőr mit Panoptikum - Monok, Lajos-Kossuth-Gedenkmuseum - Mucsony, Rusyn-Museum | - Ózd, Stadtmuseum (Városi Múzeum) - Pácin, Burgmuseum (Bodrogköz) - Putnok, Gömör-Museum - MNM Rákóczi-Museum - Répáshuta, Heimatmuseum (Helytörténeti Múzeum) - Rudabánya, Bergbaumuseum - Sárospatak, Burgmuseum Rákóczi - Sárospatak, Sammlungen der Reformierten Hochschule - Sátoraljaújhely-Széphalom, Ferenc-Kazinczy-Museum - Sátoraljaújhely-Széphalom, Museum der Ungarischen Sprache - Szerencs, Burgmuseum - Szerencs, Zemplén Museum - Szerencs, Zuckermuseum - Szögliget, Heimatmuseum (Helytörténeti Múzeum) - Szomolya, Dorfmuseum (Falumúzeum) - Taktaszada, Heimatmuseum (Helytörténeti Múzeum) - Tokaj, Tokaj-Museum - Tolcsva, Weinmuseum - Varbó, Heimatmuseum (Helytörténeti Múzeum) |

* Komitatsmuseum

#### Heves

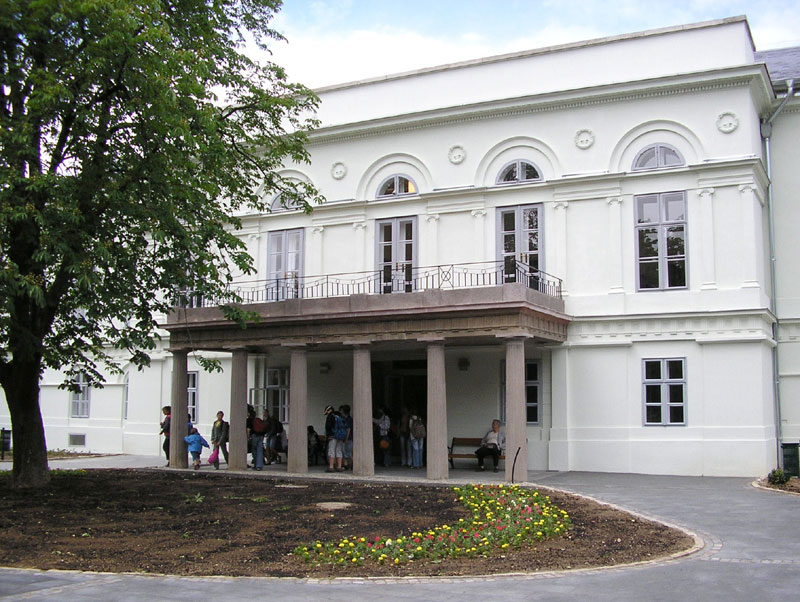
Naturhistorisches Mátra-Museum Gyöngyös im ehemaligen Schloss Orczy

Die staatliche Direktion der Museen des Komitats Heves ist Träger von 8 Komitatsmuseen. Komitatssitz ist die Stadt Eger.
| - Bodony, Heimatmuseum (Helytörténeti Múzeum) - Boldog, Heimatmuseum* (Helytörténeti Múzeum) - Detk, Archäologisches Museum - Eger, István-Dobó-Burgmuseum* (Vármúzeum) - Eger, Géza-Gárdonyi-Gedenkmuseum - Eger, Apothekenmuseum (Patikamúzeum) - Eger, Feuerwehrmuseum - Eger, Sportmuseum* - Eger, István-Keller und Weinmuseum | - Gyöngyös, Mátra-Museum* - Heves, Schach-Museum - Hatvan, Lajos-Hatvany-Museum* - Kisnána, Dorfmuseum (Falumúzeum) - Lőrinci, Heimatmuseum (Helytörténeti Múzeum) - Nagyréde, Weinmuseum - Parád, Wagenmuseum - Parádfürdő, Kutschenmuseum* (Kocsimúzeum) - Perkupa, Heimatmuseum (Helytörténeti Múzeum) | - Rátka, Deutsches Heimatmuseum - Recsk, Bergbaumuseum - Recsk, Heimatmuseum (Helytörténeti Múzeum) - Szihalom, Heimatmuseum (Helytörténeti Múzeum) - Szilvásvárad, Forstwirtschaftliches Freilichtmuseum - Szilvásvárad, Lipizzaner Pferdemuseum* - Szilvásvárad, Orbán-Haus - Tarnaméra, Polizeimuseum |

* Komitatsmuseum

#### Nógrád
Die staatliche Direktion der Museen des Komitats Nógrád ist Träger von 4 Komitatsmuseen. Komitatssitz ist die Stadt Salgótarján.
| - Balassagyarmat, Palóczen-Museum* - Balassagyarmat, Jüdisches Museum - Bercel, Dorfmuseum (Falumúzeum) - Csesztve, Imre-Madách-Gedenkmuseum - Dejtár, Heimatmuseum (Helytörténeti Múzeum) - Galgaguta, Dorfmuseum (Falumúzeum) | - Hollókő, Dorfmuseum (Falumúzeum) - Hollókő, Heimatmuseum (Helytörténeti Múzeum) - Hollókő, Postmuseum - Hollókő, Puppenmuseum - Horpács, Kálmán-Mikszáth-Gedenkmuseum - Nemti, Dorfmuseum (Falumúzeum) | - Pásztó, Pásztó-Museum* - Rimóc, Dorfmuseum (Falumúzeum) - Salgótarján, Historisches Museum des Komitats Nógrád* - Sóshartyán, Dorfmuseum - Szécsény, Ferenc-Kubinyi-Museum* - Szügy, Dorfmuseum (Falumúzeum) |

* Komitatsmuseum

### Nördliche Große Tiefebene

#### Hajdú-Bihar

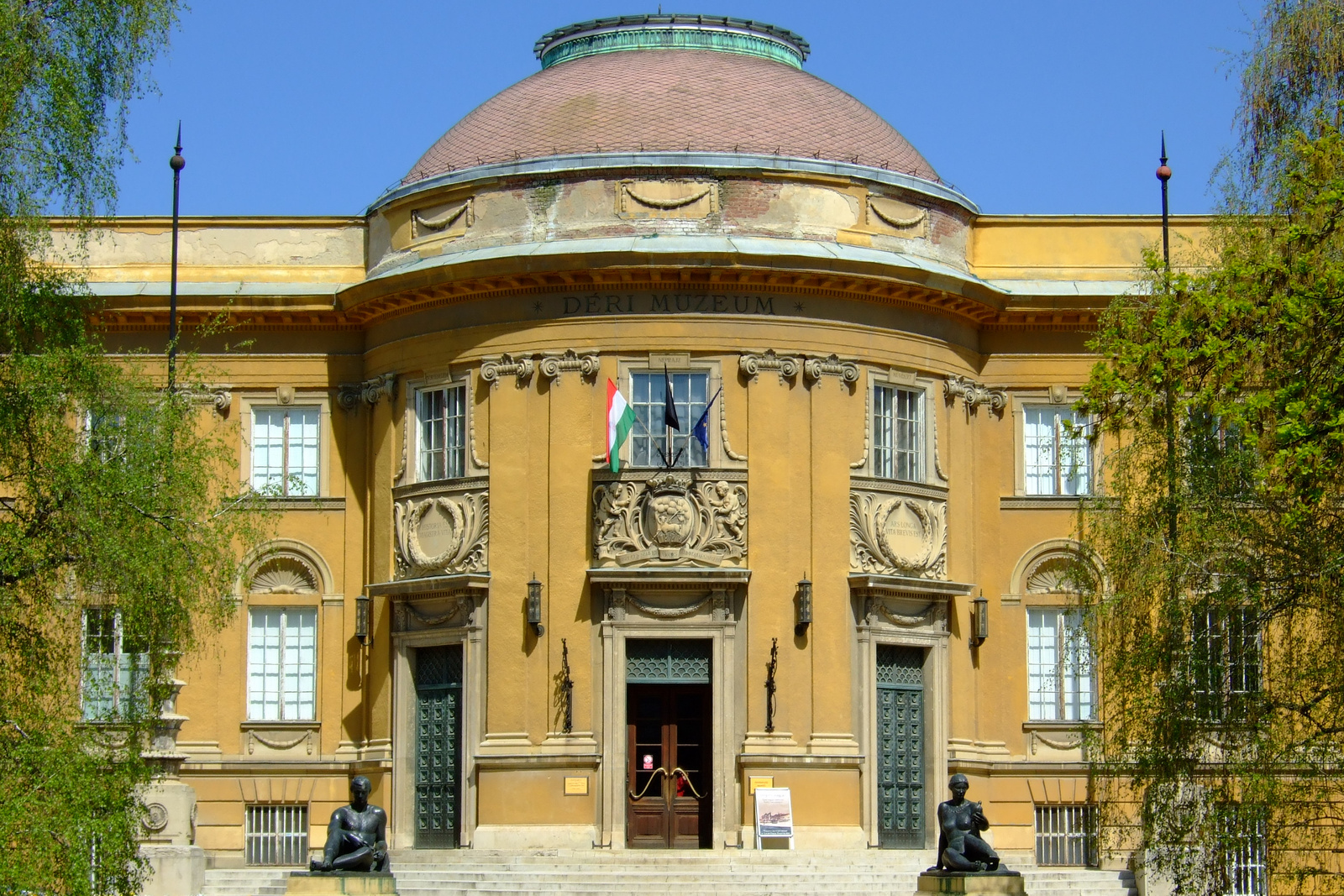
Déri-Museum, Debrecen

Die staatliche Direktion der Museen des Komitats Hajdú-Bihar ist Träger von 8 Komitatsmuseen. Komitatssitz ist die Stadt Debrecen.
| - Bagamér, Dorfmuseum (Falumúzeum) - Balmazújváros Andor-Semsey-Museum - Berettyóújfalu, Bihar-Museum* - Debrecen, Déri-Museum* - Debrecen, László-Holló-Gedenkmuseum (Emlékmúzeum) - Debrecen, Ferenc-Medgyessy-Gedenkmuseum* (Emlékmúzeum) - Debrecen, Literaturmuseum | - Debrecen, Medizinische Sammlung der Universität Debrecen - Hajdúböszörmény, Heiducken-Museum - Hajdúböszörmény, Heimatmuseum (Helytörténeti Múzeum) - Hajdúdorog, Heimatmuseum (Helytörténeti Múzeum) - Hajdúnánás, Heimatmuseum (Helytörténeti Múzeum) - Hajdúszoboszló, István-Bocskai-Museum* - Hortobágy, Hirtenmuseum | - Hosszúpályi, Dorfmuseum (Falumúzeum) - Mezőcsát, Heimatmuseum - Nagyrábé, Dorfmuseum (Falumúzeum) - Püspökladány, Ferenc Karacs-Museum* - Tiszacsege, Tüzelős-ól-Museum - Tiszaújváros, Stadtmuseum (Városi Múzeum) |

* Komitatsmuseum

#### Jász-Nagykun-Szolnok
Die staatliche Direktion der Museen des Komitats Jász-Nagykun-Szolnok ist Träger von 8 Komitatsmuseen. Komitatssitz ist die Stadt Szolnok.
| - Abádszalók, Puppenmuseum - Alattyán, Árpád-Gecse-Gedenkhaus - Biharnagybajom, Sándor-Szűcs-Gedenkhaus u. Kovács-Museum - Fegyvernek, Heimatmuseum - Jászberény, Hamza-Museum - Jászberény, Jász-Museum* - Jászkisér, Ortsgeschichtliches Museum - Jásztelek, Heimatmuseum (Helytörténeti Múzeum) - Karcag, István-Györffy-Museum* - Karcag, Großkumanisches Heimatmuseum | - Karcag, Agrarwiss. Sammlung der Universität Debrecen - Kenderes, Ethnographisches Museum - Kenderes, Marinemuseum - Kisújszállás, Ethnographisches Museum - Kisújszállás, Dorfmuseum (Falumúzeum) - Kunmadaras, Lajos-Kossuth-Museum - Kunszentmárton, Heimatmuseum (Helytörténeti Múzeum) - Mezőtúr, Töpfermuseum* - Rákóczifalva, Teddymuseum (Macimuzeum) - Szolnok, János-Damjanich-Museum* | - Szolnok, Tabán-Museum - Szolnok, Städtische Galerie - Szolnok, Freilichtmuseum - Szolnok, Luftfahrtmuseum - Tiszaföldvár, Geografisches Museum des Theißwinkels - Tiszafüred, Pál-Kiss-Museum* - Tiszafüred, Meggyes-Tscharda-Museum - Tiszafüred, Gáspár-Nyúzó-Töpfermuseum - Törökszentmiklós, Heimatmuseum (Helytörténeti Múzeum) - Túrkeve, Finta-Museum* |

* Komitatsmuseum

#### Szabolcs-Szatmár-Bereg
Die staatliche Direktion der Museen des Komitats Szabolcs-Szatmár-Bereg ist Träger von 12 Komitatsmuseen. Komitatssitz ist die Stadt Nyíregyháza.
| - Bátorliget, Ősláp-Museum - Beregdaróc, Heimatmuseum - Csenger, Stadtmuseum (Városi Múzeum) - Csenger, Heimatmuseum (Helytörténeti Múzeum) - Dombrád, Eisenbahnmuseum - Fülesd, Dorfmuseum (Falumúzeum) - Hetefejércse, Dorfmuseum (Falumúzeum) | - Kisvárda, Rétközi-Museum* - Mátészalka, Szatmári-Museum* - Nyírbátor, István-Báthori-Museum* - Nyíregyháza, András-Jósa-Museum* - Nyíregyháza, Feuerwehrmuseum - Nyíregyháza, Freilichtmuseum* - Nyírkáta, Heimatmuseum (Helytörténeti Múzeum) | - Szakoly, Heimatmuseum (Helytörténeti Múzeum) - Tarpa, Heimatmuseum - Tiszadada, Heimatmuseum - Tiszavasvári, Pál Vasvári-Museum* - Vaja, Ádám-Vay-Museum* - Vásárosnamény, Bereg-Museum* |

* Komitatsmuseum

### Südliche Große Tiefebene

#### Bács-Kiskun
Die staatliche Direktion der Museen des Komitats Bács-Kiskun ist Träger von 12 Komitatsmuseen. Komitatssitz ist die Stadt Kecskemét.
| - Apostag, Lajos-Nagy-Gedenkmuseum* - Baja, István-Türr-Museum* - Baja, Ferenc-Deák-Schleusenmuseum* - Baja, Heimatmuseum der Ungarnkroaten* - Bugac, Hirtenmuseum - Csávoly, Dorfmuseum (Falumúzeum) - Izsák, Pálinka-Museum - Kalocsa, Paprikamuseum - Kalocsa, Károly-Viski-Museum* - Kecel, Militärmuseum - Kecskemét, Städtische Galerie | - Kecskemét, Museum der Naiven Kunst - Kecskemét, Museum für Geschichte der Medizin und Pharmazie - Kecskemét, József-Katona-Gedenkhaus - Kecskemét, Ráday-Museum* - Kecskemét, Schulgeschichtliches Museum - Kecskemét, Spielzeugmuseum - Kecskemét, Ungarisches Museum für Fotografie - Kecskemét, Bozsó-Sammlung - Kecskemét, Mineraliensammlung - Kecskemét, Musikinstrumentensammlung - Kecskemét, Volkskunstgewerbesammlung | - Kiskőrös, Sándor-Petőfi-Museum - Kiskunfélegyháza, Kiskun-Museum* - Kiskunhalas, János-Thorma-Museum - Kiskunmajsa, Ortsgeschichtliches Museum - Kiskunmajsa, '56-er-Museum* - Kunszentmiklós, Virágh Kúria-Museum* - Nemesnádudvar, Dorfmuseum (Falumúzeum) - Nemesnádudvar, Weinmuseum - Szalkszentmárton, Sándor-Petőfi-Gedenkuseum* - Szórakaténusz, Spielzeugmuseum |

* Komitatsmuseum

#### Békés
Die staatliche Direktion der Museen des Komitats Békés ist Träger von 8 Komitatsmuseen. Komitatssitz ist die Stadt Békéscsaba.
| - Békés, Mátyás-Jantyik-Museum* - Békés, Destillerie-Museum - Békés, Dorfmuseum (Falumúzeum) - Békés, Schulmuseum - Békéscsaba, Mihály-Munkácsy-Museum* - Füzesgyarmat, Heimatmuseum (Helytörténeti Múzeum) - Gyomaendrőd, Städtische Galerie - Gyomaendrőd, Druckereimuseum | - Gyomaendrőd, Heimat- und Schöpfermuseum - Gyomaendrőd, Heimatmuseum (Helytörténeti Múzeum) - Gyomaendrőd, Motorradmuseum - Gyula, Ferenc-Erkel-Museum* - Gyula, János-Corvin-Museum* - Gyula, Gehöftsmuseum - Kondoros, Tscharda-Museum - Kondoros, Ungarisch-Slowakisches Heimatmuseum | - Mezőhegyes, Automuseum - Orosháza, János-Szántó-Kovács-Komitatsmuseum* - Orosháza, Brunnenmuseum - Sarkad, Städtische Galerie - Sarkad, Sándor-Márki-Stadtmuseum (Városi Múzeum) - Szarvas, Samuel-Tessedik-Museum* - Szeghalom, Sárréti-Museum* - Tótkomlós, Bauernmuseum |

* Komitatsmuseum

#### Csongrád
Die staatliche Direktion der Museen des Komitats Csongrád-Csanád ist Träger von 4 Komitatsmuseen. Komitatssitz ist die Stadt Szeged.
| - Ásotthalom, Forstmuseum - Csongrád, László-Tari-Museum* - Csongrád, Stadtmuseum (Városi Múzeum) - Hódmezővásárhely, Heimatmuseum (Helytörténeti Múzeum) - Hódmezővásárhely, Holocaust-Museum | - Hódmezővásárhely, Kellermuseum - Makó, József-Attila-Museum* - Szeged, Ferenc-Móra-Museum* - Szeged, Burgmuseum* (Vármúzeum) - Szeged, Kass-Galerie | - Szeged, Museum der Diözese Szeged-Csanád - Szeged, Paprika-Museum - Szentes, József-Koszta-Museum* - Szentes, Städtische Galerie - Szegvár, Dorfmuseum (Falumúzeum) |

* Komitatsmuseum